# كلب (فلم 2022)
كلب (بالإنجليزية: Dog) هو فيلم درامي كوميدي أمريكي لعام 2022، من إخراج تشانينج تيتوم وريد كارولين، يستند الفيلم إلى قصة من تأليف كارولين وبريت رودريغيز، الفيلم من إنتاج مؤسسة فري أسوزيشن بميزانية قدرها 15 مليون دولار.

## روابط خارجية
- مقالات تستعمل روابط فنية بلا صلة مع ويكي بيانات